# Чемпіонат Європи з велоспорту на треку 2019
Чемпіонат Європи з велоспорту на треку 2019 — десятий Чемпіонат Європи з велоспорту на треку серед еліти. Проходив з 16 по 20 жовтня на 	Omnisport Apeldoorn в Апелдорні, Нідерланди.
Програма чемпіонату 2019 року включала всі 12 олімпійських дисциплін (спринт, командний спринт, кейрін, командна гонка переслідування, медісон та омніум як для чоловіків, так і для жінок), а також у 10 неолімпійських.

## Медалісти

### Чоловіки
| Дисципліна                         | Золото                                                                   | Срібло                                                                                 | Бронза                                                              |
| Спринт                             | Джефрі Гогланд                                                           | Гаррі Лаврейсен                                                                        | Матеуш Рудик                                                        |
| Командний спринт                   | Нідерланди Джефрі Гогланд Гаррі Лаврейсен Рой ван ден Берг Маттейс Бюхлі | Велика Британія Джек Карлін Джейсон Кенні Раян Овенс                                   | Франція Грегорі Боже Квентен Лафарг Себастьєн Віж'є Мелвін Ландерно |
| Індивідуальна гонка переслідування | Корентен Ермено                                                          | Домінік Вайнштайн                                                                      | Фелікс Грос                                                         |
| Командна гонка переслідування      | Данія Лассе Норман Гансен Юліус Йогансен Фредерік Мадсен Расмус Педерсен | Італія Мікеле Скартецціні Філіппо Ганна Франческо Ламон Давіде Плебані Сімоне Консонні | Велика Британія Едвард Кленсі Етан Гейтер Чарлі Танфілд Олівер Вуд  |
| Кейрін                             | Гаррі Лаврейсен                                                          | Денис Дмітрієв                                                                         | Маттейс Бюхлі                                                       |
| Омніум                             | Бенжамін Тома                                                            | Лассе Норман Гансен                                                                    | Олівер Вуд                                                          |
| Медісон                            | Данія Лассе Норман Гансен Міхаель Меркев                                 | Нідерланди Йоері Гавік Ян-Віллем ван Схіп                                              | Німеччина Максиміліан Беєр Тео Райнхардт                            |
| Гонка за очками                    | Бріан Кокар                                                              | Ян-Віллем ван Схіп                                                                     | Мікеле Скартецціні                                                  |
| Гіт (1 км)                         | Квентен Лафарг                                                           | Тео Бос                                                                                | Мікаель Д'Алмейда                                                   |
| Скретч                             | Себастіан Мора                                                           | Хрістос Волікакіс                                                                      | Вім Стротінга                                                       |
| Гонка на вибування                 | Елія Вівіані                                                             | Бріан Кокар                                                                            | Філіп Прокопишин                                                    |

- Спортсмени, виділені курсивом, брали участь у чемпіонаті, але не змагались у фіналі.

### Жінки
| Дисципліна                         | Золото                                                                          | Срібло                                                                         | Бронза                                                                                    |
| Спринт                             | Анастасія Войнова                                                               | Олена Старікова                                                                | Леа Фрідріх                                                                               |
| Командний спринт                   | Росія Анастасія Войнова Дар'я Шмельова Катерина Роговая                         | Німеччина Леа Фрідріх Емма Гінце                                               | Нідерланди Кіра Ламберінк Шенн Браспенінкс Стеффі ван дер Пеет                            |
| Індивідуальна гонка переслідування | Франциска Брауссе                                                               | Ліза Бреннауер                                                                 | Кеті Арчибальд                                                                            |
| Командна гонка переслідування      | Велика Британія Кеті Арчибальд Еллі Дікінсон Ніа Еванс Лора Кенні Елінор Баркер | Німеччина Франциска Брауссе Ліза Бреннауер Ліза Кляйн Ґудрун Шток Міке Крьогер | Італія Еліза Бальзамо Мартіна Альціні Вітторія Гуацціні Летиція Патерностер Марта Каваллі |
| Кейрін                             | Матильда Гро                                                                    | Леа Фрідріх                                                                    | Дар'я Шмельова                                                                            |
| Омніум                             | Кірстен Вілд                                                                    | Лора Кенні                                                                     | Тетяна Шаракова                                                                           |
| Медісон                            | Данія Амалія Дідеріксен Джулі Лет                                               | Велика Британія Кеті Арчибальд Лора Кенні                                      | Нідерланди Емі Пітерс Кірстен Вілд                                                        |
| Гонка за очками                    | Марія Джулія Конфалоньєрі                                                       | Тетяна Шаракова                                                                | Ганна Соловей                                                                             |
| Гіт (500 м)                        | Анастасія Войнова                                                               | Дар'я Шмельова                                                                 | Олена Старікова                                                                           |
| Скретч                             | Емілі Нельсон                                                                   | Шеннон МакКерлі                                                                | Марія Мартінш                                                                             |
| Гонка на вибування                 | Кірстен Вілд                                                                    | Емілі Нельсон                                                                  | Ніколь Плосай                                                                             |

## Загальний медальний залік
*   Країна-господарка ( Нідерланди)
| Місце               | Країна              | Золото | Срібло | Бронза | Загалом |
| ------------------- | ------------------- | ------ | ------ | ------ | ------- |
| 1                   | Нідерланди*         | 5      | 4      | 4      | 13      |
| 2                   | Франція             | 5      | 1      | 2      | 8       |
| 3                   | Росія               | 3      | 2      | 1      | 6       |
| 4                   | Данія               | 3      | 1      | 0      | 4       |
| 5                   | Велика Британія     | 2      | 4      | 3      | 9       |
| 6                   | Італія              | 2      | 1      | 2      | 5       |
| 7                   | Німеччина           | 1      | 5      | 3      | 9       |
| 8                   | Іспанія             | 1      | 0      | 0      | 1       |
| 9                   | Україна             | 0      | 1      | 2      | 3       |
| 10                  | Білорусь            | 0      | 1      | 1      | 2       |
| 11                  | Ірландія            | 0      | 1      | 0      | 1       |
| 11                  | Греція              | 0      | 1      | 0      | 1       |
| 13                  | Польща              | 0      | 0      | 3      | 3       |
| 14                  | Португалія          | 0      | 0      | 1      | 1       |
| Загалом (14 збірні) | Загалом (14 збірні) | 22     | 22     | 22     | 66      |

## Україна на чемпіонаті
Україну на чемпіонаті представляли серед чоловіків:
1. Тадей-Іван Чебанець
2. Володимир Джус
3. Роман Гладиш
4. Віталій Гринів
5. Олександр Кривич
6. Олександр Мощонский
7. Ілля Клепіков
8. Кирило Царенко
9. Владислав Щербань
10. Дмитро Стовбецький

Серед жінок змагалися:
1. Любов Басова
2. Вікторія Бондар
3. Оксана Клячіна
4. Ганна Нагірна
5. Ганна Соловей
6. Олена Старікова
7. Тетяна Клімченко
8. Ксенія Федотова

Українська команда посіла 9 місце в медальному заліку завдяки сріблу та бронзі Олени Старікової в спринті та гіті та бронзі Ганни Соловей в гонці за очками.